# Trogloraptoridae
Trogloraptoridae Griswold, Audisio & Ledford, 2012 è una famiglia di ragni appartenente all'infraordine Araneomorphae.

## Etimologia
Il nome deriva dal prefisso greco τρώγλη-, cioè trogle-, che significa caverna, grotta, in riferimento all'habitat, e dal termine latino raptor, che significa predatore, assalitore, dovuto alla forma dei tarsi, atti ad afferrare; e dal suffisso -idae che ne denota l'appartenenza ad una famiglia.

## Caratteristiche
Questa famiglia è monofiletica e consta di un solo genere ed una sola specie.

## Distribuzione
L'unica specie Trogloraptor marchingtoni, è stata rinvenuta negli Stati Uniti occidentali (Oregon e California).

## Tassonomia
Attualmente, a novembre 2020, si compone di un genere e una specie:
- Trogloraptor, Griswold, Audisio & Ledford, 2012

- Trogloraptor marchingtoni, Griswold, Audisio & Ledford, 2012 - Stati Uniti occidentali